# Hotel Transylvania (franquicia)
Hotel Transylvania es una franquicia de medios animados estadounidense creada por el escritor de comedia Todd Durham. Consta de cuatro películas teatrales, tres novelas gráficas y tres cortometrajes producidos por Sony Pictures Animation, así como una serie de televisión animada en flash transmitida por Disney Channel y varios videojuegos. La serie consta de un elenco, generalmente liderado por las voces de Adam Sandler, Andy Samberg y Selena Gomez.
La primera película, Hotel Transylvania, se estrenó en septiembre de 2012, con dos secuelas, Hotel Transylvania 2 y Hotel Transylvania 3: Summer Vacation, se estrenaron en septiembre de 2015 y julio de 2018, respectivamente. Las películas han recibido críticas mixtas de los críticos y recaudaron más de $1.3 mil millones en todo el mundo contra un presupuesto de producción combinado de $245 millones. Una cuarta y última entrega titulada Hotel Transylvania: Transformanía se lanzará en Amazon Prime Video el 14 de enero de 2022.
La serie se centra en las aventuras que rodean a los monstruos que residen en el Hotel Transylvania, un hotel plaza donde los monstruos pueden relajarse y alejarse de los humanos debido al miedo a la persecución. Muchos de los personajes principales se basan libremente o son parodias de Monstruos clásicos.

## Origen
Al escritor de comedia Todd Durham se le ocurrió el concepto de Hotel Transylvania y lo llevó a Sony Pictures Animation.

## Películas
| Película                              | Fecha de lanzamiento de EE. UU. | Director (es)                  | Guionista (s)                                     | Historia de                              | Productor (es)        | Distribuidor            |
| ------------------------------------- | ------------------------------- | ------------------------------ | ------------------------------------------------- | ---------------------------------------- | --------------------- | ----------------------- |
| Hotel Transylvania                    | 28 de septiembre de 2012        | Genndy Tartakovsky             | Peter Baynham y Robert Smigel                     | Todd Durham, Kevin Hageman y Dan Hageman | Michelle Murdocca     | Sony Pictures Releasing |
| Hotel Transylvania 2                  | 25 de septiembre de 2015        | Genndy Tartakovsky             | Robert Smigel y Adam Sandler                      | Robert Smigel y Adam Sandler             | Michelle Murdocca     | Sony Pictures Releasing |
| Hotel Transylvania 3: Summer Vacation | 13 de julio de 2018             | Genndy Tartakovsky             | Genndy Tartakovsky y Michael McCullers            | Genndy Tartakovsky y Michael McCullers   | Michelle Murdocca     | Sony Pictures Releasing |
| Hotel Transylvania: Transformanía     | 14 de enero de 2022             | Jennifer Kluska y Derek Drymon | Amos Vernon, Nunzio Randazzo y Genndy Tartakovsky | Genndy Tartakovsky                       | Alice Dewey Goldstone | Amazon Studios          |

### Hotel Transylvania(2012)
Hotel Transylvania fue lanzado el 28 de septiembre de 2012 y trata sobre un humano llamado Jonathan (Andy Samberg), que accidentalmente se topa con el hotel y se enamora instantáneamente de la hija adolescente de Drácula, Mavis (Selena Gomez), y finalmente sale con ella, a pesar de Los intentos de Drácula (Adam Sandler) de mantener a Johnny alejado de su hija.

### Hotel Transylvania 2(2015)
Hotel Transylvania 2 se estrenó el 25 de septiembre de 2015 y trata sobre Mavis y Johnny, que tienen un hijo mitad humano / mitad vampiro llamado Dennis. Mavis cree que Hotel Transylvania no es el lugar adecuado para criar a Dennis y quiere criarlo en California. Cuando Drácula está decepcionado de que Dennis no tenga ninguna habilidad de vampiro, ayuda a sus amigos a convertir a su nieto en vampiro. Las cosas se complican cuando aparece el padre de Drácula, Vlad (Mel Brooks).

### Hotel Transylvania 3: monstruos de vacaciones(2018)
En noviembre de 2015, Sony Pictures Animation anunció que la película se estrenaría el 21 de septiembre de 2018. Esto se resolvió más tarde a principios de 2017 cuando la nueva fecha de estreno se adelantó hasta el 13 de julio de 2018. A pesar de haber dejado la serie para Desarrollar otros proyectos, Genndy Tartakovsky volvió como director de esta entrega. La tercera película trata sobre Drácula enamorándose de Ericka ( Kathryn Hahn ), descendiente del cazador de monstruos Van Helsing (Jim Gaffigan), mientras viajaba en un crucero con su familia. Es la primera película de la serie que no se estrenará en septiembre, así como la primera en no presentar el hotel como escenario principal. También marcó la última producción de la franquicia que presenta a Adam Sandler y Kevin James dando voz a Drácula y Frankenstein, respectivamente.

### Hotel Transylvania 4: Transformanía(2022)
En febrero de 2019, Sony Pictures Animation anunció que se estrenaría una cuarta película el 22 de diciembre de 2021. En octubre de 2019, Tartakovsky confirmó que no dirigiría la película. En abril de 2020, la fecha de estreno se trasladó al 6 de agosto de 2021. En cambio, la película será dirigida por Jennifer Kluska y Derek Drymon, y Selena Gomez volverá a dar voz a su personaje. Gomez también participará como productor ejecutivo junto con Tartakovsky y la productora de las tres primeras películas, Michelle Murdocca. En abril de 2021, se reveló el título oficial de la película, Hotel Transylvania: Transformania, y la fecha de estreno de la película se adelantó nuevamente al 23 de julio de 2021. antes de trasladarse al 1 de octubre de 2021. [12] También se confirmó que sería la última película de la serie. Ese mismo mes, Sony había confirmado que Adam Sandler no volvería a interpretar su papel de Drácula, con el papel dado a Brian Hull. También se anunció que Brad Abrell había reemplazado a Kevin James como la voz de Frankenstein. En agosto de 2021, Sony estaba en conversaciones para cancelar los planes cinematográficos de la película y lanzarla directamente a la transmisión, en respuesta a las oleadas de la variante Delta del SARS-CoV-2 en los Estados Unidos y la baja participación en taquilla de Black Widow y The Suicide Squad. El 6 de octubre, se informó que Amazon Studios adquirió los derechos de distribución de la película por $100 millones y la lanzaría exclusivamente en Prime Video el 14 de enero de 2022, en todo el mundo, excluyendo China, donde Sony se encargará de un estreno teatral.

## Serie de televisión
Una serie de televisión basada en la película se estrenó el 25 de junio de 2017. Desarrollada y producida por Nelvana Limited, en asociación con Sony Pictures Animation, la serie precuela se centró en la adolescencia de Mavis y sus amigos en el Hotel Transylvania. Sony Pictures Television manejó la distribución en los Estados Unidos, mientras que Nelvana distribuyó la serie fuera de los Estados Unidos. Hotel Transylvania Se emitió en Disney Channel en todo el mundo.

## Cortos

### Goodnight Mr. Foot
Goodnight Mr. Foot es un cortometraje de animación tradicional basado en Hotel Transylvania, con Pie Grande de la película. Estrenado a tiempo para Halloween, el 26 de octubre de 2012, el corto se mostró exclusivamente en Regal Entertainment Group Cinemas, antes de los espectáculos teatrales de Hotel Transylvania . Como la primera película de animación tradicional de Sony Pictures Animation, fue escrita y dirigida por el mismo Genndy Tartakovsky, quien también animó el corto con la ayuda de Rough Draft Studios. Animada al estilo de Bob Clampett, Tex Avery y Chuck Jones, Tartakovsky creó el corto en cuatro semanas durante las etapas finales de producción de la película principal. Pie Grande (que tuvo un papel no hablado en Hotel Transylvania ) fue interpretado por Corey Burton mientras que la voz de Sirvienta bruja fue interpretada por Rose Abdoo. Ambos actores de doblaje proporcionaron voces adicionales en Hotel Transylvania . [24]
Teniendo lugar antes de los eventos de Hotel Transylvania , el cortometraje está protagonizado por Pie Grande, cuyo descanso en Hotel Transylvania está siendo constantemente perturbado por una criada bruja demasiado entusiasta.

### Puppy!
Puppy! es un cortometraje de comedia de fantasía animado por computadora basado en Hotel Transylvania, con Dennis (con la voz de Asher Blinkoff) de Hotel Transylvania 2, con las voces adicionales de Selena Gomez, repitiendo su papel de Mavis, Andy Samberg como Johnny y Adam Sandler como Drácula. La película fue escrita y dirigida por el veterano director de las películas de Hotel Transylvania, Genndy Tartakovsky, y se mostró en los cines junto con The Emoji Movie, que se estrenó en los Estados Unidos el 28 de julio de 2017. La película está ambientada en el hotel, cuando Dennis convence a Drácula de que le dé un cachorro del tamaño de un monstruo llamado Tinkles, y el hotel aprende a lidiar con ello. El corto es un adelanto de la tercera película, Hotel Transylvania 3: Summer Vacation, que se estrenó el 13 de julio de 2018.

### Monster Pets
Monster Pets es un cortometraje de Hotel Transylvania, en el que Drácula intenta encontrar una mascota para su alegre cachorro, Tinkles. El corto se proyectó exclusivamente en los cines Cinemark el fin de semana siguiente al 1 de abril de 2021, antes de películas seleccionadas con clasificación PG, y se estrenó en línea el 9 de abril de 2021. Fue dirigido por Jennifer Kluska y Derek Drymon, escrito por Kluska y producido por Christian Roedel. Brian Hull reemplazó a Adam Sandler como la voz de Drácula.

## Recepción

### Taquilla
| Película                              | Fecha de lanzamiento     | Taquilla Bruto | Taquilla Bruto | Taquilla Bruto   | Ranking de todos los tiempos | Ranking de todos los tiempos | Presupuesto   | Ref. |
| Película                              | Fecha de lanzamiento     | Doméstico      | Extranjero     | En todo el mundo | Doméstico                    | En todo el mundo             | Presupuesto   | Ref. |
| ------------------------------------- | ------------------------ | -------------- | -------------- | ---------------- | ---------------------------- | ---------------------------- | ------------- | ---- |
| Hotel Transilvania                    | 28 de septiembre de 2012 | $148,313,048   | $210,062,555   | $358,375,603     | 359                          | 339                          | $85 millones  |      |
| Hotel Transilvania 2                  | 25 de septiembre de 2015 | $169,700,110   | $305,099,890   | $474,800,000     | 282                          | 215                          | $80 millones  |      |
| Hotel Transylvania 3: Summer Vacation | 13 de julio de 2018      | $167,510,016   | $361,073,758   | $528,583,774     | 290                          | 187                          | $80 millones  |      |
| Hotel Transylvania 4: Transformania   | 14 de enero de 2022      |                |                |                  |                              |                              |               |      |
| Total                                 | Total                    | $485,523,174   | $876,236,203   | $1,361,759,377   | 23                           | 16                           | $245 millones |      |

### Respuesta de la crítica
| Película                              | Rotten Tomatoes        | Metacritic             | CinemaScore |
| ------------------------------------- | ---------------------- | ---------------------- | ----------- |
| Hotel Transilvania                    | 79% (144 valoraciones) | 63 (32 opiniones)      | A–          |
| Hotel Transilvania 2                  | 69% (108 valoraciones) | 60 (24 opiniones)      | A–          |
| Hotel Transylvania 3: Summer Vacation | 62% (119 valoraciones) | 61 (23 opiniones)      | A–          |
| Hotel Transylvania 4: Transformania   | 69% (199 valoraciones) | 69% (100 valoraciones) | A           |

## Reparto y personajes
| Personajes                                   | Películas                | Películas                | Películas                             | Películas                         | Cortos             | Cortos           | Cortos             | Serie de televisió                        | Serie de televisió                        |
| Personajes                                   | Hotel Transylvania       | Hotel Transylvania 2     | Hotel Transylvania 3: Summer Vacation | Hotel Transylvania: Transformania | Goodnight Mr. Foot | Puppy!           | Monster Pets       | Hotel Transylvania: (serie de televisión) | Hotel Transylvania: (serie de televisión) |
| Personajes                                   | Hotel Transylvania       | Hotel Transylvania 2     | Hotel Transylvania 3: Summer Vacation | Hotel Transylvania: Transformania | Goodnight Mr. Foot | Puppy!           | Monster Pets       | Season 1                                  | Season 2                                  |
| -------------------------------------------- | ------------------------ | ------------------------ | ------------------------------------- | --------------------------------- | ------------------ | ---------------- | ------------------ | ----------------------------------------- | ----------------------------------------- |
| Count Dracula                                | Adam Sandler             | Adam Sandler             | Adam Sandler                          | Brian Hull                        | Rol silencioso     | Adam Sandler     | Brian Hull         | David Berni                               | Ivan Sherry                               |
| Mavis Dracula-Loughran                       | Selena Gomez             | Selena Gomez             | Selena Gomez                          | Selena Gomez                      |                    | Selena Gomez     |                    | Bryn McAuley                              | Bryn McAuley                              |
| Mavis Dracula-Loughran                       | Sadie Sandler (joven)    | Selena Gomez             | Selena Gomez                          | Selena Gomez                      |                    | Selena Gomez     |                    | Bryn McAuley                              | Bryn McAuley                              |
| Jonathan "Johnny" Loughran                   | Andy Samberg             | Andy Samberg             | Andy Samberg                          | Andy Samberg                      |                    | Andy Samberg     |                    |                                           |                                           |
| Frank                                        | Kevin James              | Kevin James              | Kevin James                           | Brad Abrell                       |                    |                  |                    | Paul Braunstein                           |                                           |
| Wayne                                        | Steve Buscemi            | Steve Buscemi            | Steve Buscemi                         | Steve Buscemi                     |                    |                  |                    |                                           |                                           |
| Murray                                       | CeeLo Green              | Keegan-Michael Key       | Keegan-Michael Key                    | Keegan-Michael Key                |                    |                  |                    |                                           |                                           |
| Griffin                                      | David Spade              | David Spade              | David Spade                           | David Spade                       |                    |                  |                    |                                           |                                           |
| Eunice                                       | Fran Drescher            | Fran Drescher            | Fran Drescher                         | Fran Drescher                     |                    |                  |                    | N/A                                       |                                           |
| Wanda                                        | Molly Shannon            | Molly Shannon            | Molly Shannon                         | Molly Shannon                     |                    |                  |                    | N/A                                       |                                           |
| Winnie                                       | Sadie Sandler            | Sadie Sandler            | Sadie Sandler                         | TBA                               |                    |                  |                    | N/A                                       |                                           |
| Blobby                                       | Camafeo                  | Jonny Solomon            | Genndy Tartakovsky                    | TBA                               | Camafeo            |                  |                    |                                           |                                           |
| Bigfoot                                      | Sólo sonidos de animales | Sólo sonidos de animales | Sólo sonidos de animales              | TBA                               | Corey Burton       | Cameo silencioso |                    | Sólo sonidos de animales                  | Sólo sonidos de animales                  |
| Fly                                          | Chris Parnell            | Chris Parnell            | Camafeo                               |                                   |                    |                  |                    |                                           |                                           |
| Quasimodo                                    | Jon Lovitz               |                          |                                       |                                   |                    |                  |                    | Scott McCord                              | Scott McCord                              |
| Martha                                       | Jackie Sandler           | En un cuadro             |                                       |                                   |                    |                  |                    |                                           |                                           |
| Dennisovitch "Dennis" Dracula (née Loughran) |                          | Asher Blinkoff           | Asher Blinkoff                        | Asher Blinkoff                    |                    | Asher Blinkoff   |                    |                                           |                                           |
| Dennisovitch "Dennis" Dracula (née Loughran) | Sunny Sandler (bebé)     |                          | Asher Blinkoff                        | Asher Blinkoff                    |                    | Asher Blinkoff   |                    |                                           |                                           |
| Mike Loughran                                |                          | Nick Offerman            |                                       |                                   |                    |                  |                    |                                           |                                           |
| Linda Loughran                               |                          | Megan Mullally           |                                       |                                   |                    |                  |                    |                                           |                                           |
| Vlad                                         |                          | Mel Brooks               | Mel Brooks                            |                                   |                    |                  |                    |                                           |                                           |
| Dana                                         |                          | Dana Carvey              |                                       |                                   |                    |                  |                    |                                           |                                           |
| Bela                                         |                          | Rob Riggle               |                                       |                                   |                    |                  |                    |                                           |                                           |
| Brandon Kakie                                |                          | Chris Kattan             |                                       |                                   |                    |                  |                    |                                           |                                           |
| Kelsey                                       |                          | Nick Swardson            | Michelle Murdocca                     | TBA                               |                    |                  |                    |                                           |                                           |
| Ericka Dracula (née Van Helsing)             |                          |                          | Kathryn Hahn                          | Kathryn Hahn                      |                    |                  |                    |                                           |                                           |
| Professor Abraham Van Helsing                |                          |                          | Jim Gaffigan                          | Jim Gaffigan                      |                    |                  |                    |                                           |                                           |
| Stan                                         |                          |                          | Chris Parnell                         |                                   |                    |                  |                    |                                           |                                           |
| Kraken                                       |                          |                          | Joe Jonas                             |                                   |                    |                  |                    |                                           |                                           |
| Crystal                                      |                          | —                        | Chrissy Teigen                        |                                   |                    |                  |                    |                                           |                                           |
| Tinkles                                      |                          |                          | Joe Whyte                             | TBA                               |                    | Joe Whyte        | Derek Drymon       |                                           |                                           |
| Puppy Blobby                                 |                          |                          | Genndy Tartakovsky                    | TBA                               |                    |                  | Genndy Tartakovsky |                                           |                                           |
| Toots                                        |                          |                          |                                       |                                   |                    |                  | Jennifer Kluska    |                                           |                                           |
| Aunt Lydia                                   |                          |                          |                                       |                                   |                    |                  |                    | Dan Chameroy                              | Dan Chameroy                              |
| Wendy Blob                                   |                          |                          |                                       |                                   |                    |                  |                    | Evany Rosen                               | Evany Rosen                               |
| Hank N. Stein                                |                          |                          |                                       |                                   |                    |                  |                    | Gage Munroe                               | Gage Munroe                               |
| Pedro                                        |                          |                          |                                       |                                   |                    |                  |                    | Joseph Motiki                             | Joseph Motiki                             |
| Tío Gene                                     |                          |                          |                                       |                                   |                    |                  |                    | Patrick McKenna                           | Patrick McKenna                           |

- Una celda gris indica que el personaje no apareció en ese medio.

## Dirección
| Papel                   | Película (s                                                                                | Película (s                                          | Película (s                                | Película (s                                                                              | Series de televisión                 |
| Papel                   | Hotel Transilvania                                                                         | Hotel Transilvania 2                                 | Hotel Transylvania 3: vacaciones de verano | Hotel Transylvania: Transformanía                                                        | Hotel Transylvania: la serie         |
| ----------------------- | ------------------------------------------------------------------------------------------ | ---------------------------------------------------- | ------------------------------------------ | ---------------------------------------------------------------------------------------- | ------------------------------------ |
| Director                | Genndy Tartakovsky                                                                         | Genndy Tartakovsky                                   | Genndy Tartakovsky                         | Jennifer Kluska y Derek Drymon                                                           | Robin Budd                           |
| Productor               | Michelle Murdocca                                                                          | Michelle Murdocca                                    | Michelle Murdocca                          | Alice Dewey Goldstone                                                                    | Jane Crawford                        |
| Coproductor (es)        | Lydia Bottegoni                                                                            | Skye Lyons                                           | Carey A. Smith                             | N/A                                                                                      | N/A                                  |
| Productores ejecutivos) | Adam Sandler Robert Smigel Allen Covert                                                    | Adam Sandler Robert Smigel Allen Covert Ben Waisbren | N/A                                        | Genndy Tartakovsky Selena Gomez Michelle Murdocca                                        | Rick Mischel Scott Dyer Irene Weibel |
| Escritor (es)           | Guion de: Peter Baynham Robert Smigel Historia de: Todd Durham Dan Hageman y Kevin Hageman | Robert Smigel Adam Sandler                           | Genndy Tartakovsky Michael McCullers       | Guion de: Amos Vernon Nunzio Randazzo Genndy Tartakovsky Historia de: Genndy Tartakovsky | Varios                               |
| Compositor (es)         | Mark Mothersbaugh                                                                          | Mark Mothersbaugh                                    | Mark Mothersbaugh                          | Mark Mothersbaugh                                                                        | Stephen Skratt Asher Lenz            |
| Editor (es)             | Catherine Apple                                                                            | Catherine Apple                                      | Joyce Arrastia                             | Lynn Hobson                                                                              | N/A                                  |
| Compañía de producción  | Sony Pictures Animation                                                                    | Sony Pictures Animation                              | Sony Pictures Animation                    | Sony Pictures Animation                                                                  | Sony Pictures Animation              |
| Distribuidor            | Sony Pictures Releasing                                                                    | Sony Pictures Releasing                              | Sony Pictures Releasing                    | Amazon Studios                                                                           | Sony Pictures Television             |

## Videojuegos
Un juego social basado en la película, titulado Hotel Transylvania Social Game y realizado por Sony Pictures Interactive, fue lanzado el 15 de agosto de 2012. El juego permite a los jugadores crear su propio Hotel Transylvania, donde deben cuidar a los huéspedes del hotel.
Otro videojuego, titulado Hotel Transylvania, desarrollado por WayForward Technologies y publicado por GameMill Entertainment, fue lanzado el 18 de septiembre de 2012 para Nintendo DS y Nintendo 3DS al por menor. La versión para Nintendo 3DS del juego también se lanzó digitalmente en Nintendo eShop en Norteamérica el 15 de noviembre de 2012.
Un juego móvil, titulado Hotel Transylvania Dash, desarrollado por Sony Pictures Consumer Products Inc. y PlayFirst, fue lanzado a iTunes App Store el 20 de septiembre de 2012. El juego es una variación de Hotel Dash y presenta el arte y los personajes de la película.
Una aplicación móvil de libro de cuentos digital, titulada Hotel Transylvania BooClips Deluxe , desarrollada por Castle Builders y Sony Pictures Animation, se lanzó en iTunes App Store, Nook Store, Google Play para Android, iBookstore, Microsoft's Metro y para PC y Mac a través de BooClips. tanto en inglés como en español, el 20 de septiembre de 2012.
Un tercer videojuego basado en Hotel Transylvania 3: Summer Vacation , Hotel Transylvania 3 Monsters Overboard, publicado por Outright Games, fue lanzado el 13 de julio de 2018.
Un videojuego basado en la franquicia, Hotel Transylvania: Scary-Tale Adventures , desarrollado por Drakhar Studio y publicado por Outright Games, fue lanzado para Microsoft Windows, PlayStation 4, PlayStation 5, Nintendo Switch y Xbox One en octubre de 2021.

## Atracciones de parques temáticos
En diciembre de 2016, se inauguró un recorrido a oscuras basado en la franquicia en Motiongate Dubai, en Dubái, Emiratos Árabes Unidos. En abril de 2021, se inauguró otro viaje basado en la serie de películas os en Moscú, Rusia. En octubre de 2021, una nueva tierra temática, basada en la franquicia cinematográfica, se inauguró en Columbia Pictures Aquaverse en Sattahip, Chonburi, Tailandia.